# جيف باترسون
جيف باترسون (بالإنجليزية: Jeff Patterson)‏ هو لاعب كرة قاعدة أمريكي، ولد في 1 أكتوبر 1968 في آناهايم في الولايات المتحدة.

## وصلات خارجية
- جيف باترسون على موقعبيزبول رفرنس.كوم (الدوري الرئيسي) (الإنجليزية)
- جيف باترسون على موقع مشجعي الرسوم البيانية (الإنجليزية)